# Horst Wittich
Horst Wittich (* 7. November 1932 in Frankfurt am Main) ist ein deutscher Jazzmusiker (Trompete, Orchesterleitung, auch Gitarre, Bass).

## Leben und Wirken
Wittich, der durch Sendungen des AFN zum Jazz kam und schon als Schüler des Heinrich-von-Gagern-Gymnasium Jazz spielte, gründete als Jura-Student an der Goethe-Universität Frankfurt den Känguruh Club. Dort trat er ab 1953 mit seinen Merton Street Dixielanders auf. Gleichzeitig gründete er das Frankfurter Schülerring-Tanzorchester, das nach Arrangements von Willy Berking musizierte. Mit den Merton Street Paraders spielte er zwischen 1956 und 1965 auch auf „Riverboat Shuffles“, die er selbst organisierte. Er entwickelte sich zur „Zentralfigur“ des Dixieland-Stils in Frankfurt.
Zudem spielte Wittich mit Amateurbands in den Clubs der US-Army. 1962 gründete er die Happy Oldtime Swingers, die zehn Jahre lang im Jazzlife Podium in Frankfurt-Sachsenhausen regelmäßig spielten; die Band war noch 2019 unter dem Namen HappytimeSwingers aktiv. Mit eigener Band trat er in dem Film Ohne U kein A (1967) auf. Ab 2004 organisierte er eine monatliche Jamsession im Wiesbadener Walhalla-Theater.